# Edda Ciano
Edda Mussolini, vedova Ciano, contessa di Cortellazzo e Buccari (Forlì, 1º settembre 1910 – Roma, 8 aprile 1995), è stata la prima dei cinque figli di Benito Mussolini e di sua moglie Rachele Guidi.
Durante il regime fascista fu insignita della medaglia di bronzo al valor militare per l'opera di assistenza svolta durante la prima fase della seconda guerra mondiale, come crocerossina, conseguente alla dichiarazione di guerra del Regno d'Italia all'Unione Sovietica sul fronte russo sia nell'occupazione militare dell'esercito del Regno d'Italia dei Balcani in Albania, dove nel 1941 una nave-ospedale su cui svolgeva servizio fu affondata dagli inglesi ed Edda rimase in acqua per alcune ore.

## Biografia

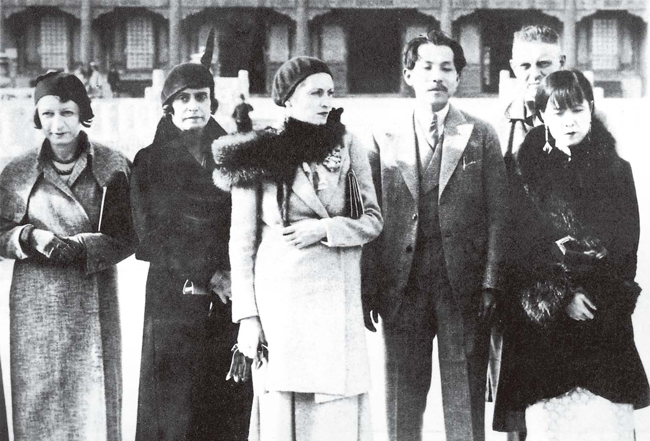
Da destra a sinistra: Yu Fengzhi (moglie di Zhang Xueliang), W.H. Donald (giornalista australiano, consigliere di Zhang Xueliang), Zhang Xueliang, Edda Ciano (al centro) a Pechino in Cina nel 1931.

Nasce a Forlì nel 1910, primogenita di Benito Mussolini e Rachele Guidi. La coppia in quel tempo non è sposata, in ossequio alle idee anarco-socialiste di Mussolini, quindi Edda viene registrata nell'atto di nascita come figlia illegittima dal padre Benito, con l'indicazione "N. N." al posto del nome materno. Ciò farà poi nascere la leggenda (sfruttata talvolta a scopi politici) secondo cui sua madre sarebbe stata Angelica Balabanoff, una militante socialista di origine ebrea russa che ebbe una relazione con Mussolini nel 1904, all'epoca in cui entrambi erano esuli in Svizzera. In linea con le sue idee politiche, Mussolini non fece battezzare la figlia dopo la nascita. Edda (insieme ai fratelli Vittorio e Bruno) ricevette il battesimo solo nel 1925, quando il padre, ormai Presidente del Consiglio, decise di regolarizzare la sua situazione e quella della sua famiglia nei confronti della Chiesa cattolica in vista della firma dei Patti Lateranensi.
Il 24 aprile 1930, presso la chiesa di San Giuseppe a via Nomentana a Roma, Edda sposa Gian Galeazzo Ciano, figlio di Costanzo, da cui avrà tre figli: Fabrizio (detto Ciccino) nato nel 1931 e morto nel 2008 in Costa Rica, dove viveva da oltre 30 anni, Raimonda (detta Dindina) nata nel 1933 e morta nel 1998, e Marzio (detto Mowgli) nato nel 1937 e morto nel 1974. Le nozze, avvenute a Roma, segnano l'avvio dell'inarrestabile ascesa politica del marito come 'delfino' di Mussolini. Dopo una parentesi in diplomazia, Ciano diventa prima sottosegretario alla stampa e propaganda e poi ministro degli esteri. Nel 1939, con l'occupazione italiana dell'Albania, la città di Saranda prende il nome di Porto Edda, che conserva fino al 1944. Filo-tedesca (tanto da aver influito persino sulla stipula del Patto d'Acciaio), Edda appoggerà sempre le posizioni del padre sulla guerra, più tentennante sarà il marito Galeazzo.

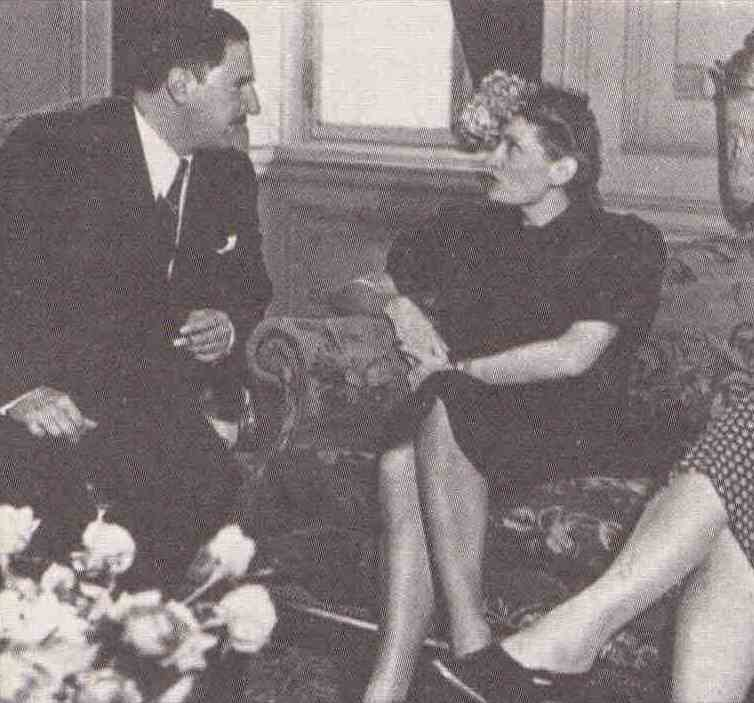
Edda Ciano con Adhemar de Barros, durante una visita a San Paolo del Brasile, nel 1939

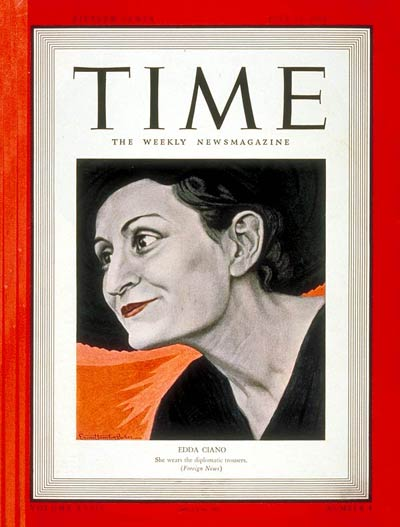
Edda Ciano sulla copertina del Time di fine luglio 1939, per aver contribuito a stipulare il Patto d'Acciaio qualche settimana prima.

Di personalità intraprendente e irrequieta, presenta comportamenti da lei stessa in seguito definiti "da maschiaccio", che la porteranno non di rado a scontrarsi col potente padre che, pare, ebbe a dire: "Sono riuscito a sottomettere l'Italia, ma non riuscirò mai a sottomettere mia figlia". Il suo carattere indomito si manifesta sia da bambina (portata a studiare nel collegio delle signorine "bene" di Poggio Imperiale, si fa ritirare dopo poco), sia da ragazza (è una delle prime donne a portare i pantaloni e il bikini), sia da adulta (tradisce - ricambiata - il marito, fuma, gioca d'azzardo). Fu tra le prime donne a guidare auto sportive: un aneddoto spesso raccontato da lei con naturalezza, riguarda la sfida, avvenuta sulla strada del passo del Muraglione, tra lei e Nuvolari. Lei si mise a correre tra i tornanti e arrivata al passo si fermò e attese l'auto che la seguiva; quando i due conducenti scesero si presentarono, e fu in quel momento che Edda scoprì di aver battuto l'asso della guida dell'epoca che le fece i complimenti.

### L'Ordine Grandie la clandestinità
La notte del Gran consiglio del 25 luglio 1943, Ciano vota l'Ordine del giorno Grandi di sfiducia a Mussolini, che porta all'arresto del suocero e alla nomina di Badoglio. I Ciano, già sorvegliati, rimangono quell'estate a Roma, nonostante il pericolo per la loro incolumità personale. Il ricostituito regime fascista repubblicano, ristabilito dall'esercito tedesco che aveva occupato l'Italia, accusa Galeazzo Ciano di alto tradimento: inizia la tragedia di Edda, la quale conduce una dura battaglia solitaria per salvare la vita del marito, cercando di barattarla con i famosi Diari tenuti dal consorte durante gli anni al potere, fortemente critici verso la Germania. Edda ha furiosi scontri col padre perché sembra intenzionato a non volere salvare il genero Galeazzo, ma soprattutto con la madre Rachele, che detesta il genero, nel tentativo di salvare il marito dalla condanna a morte, decisa al processo di Verona nel 1944. Solo 50 anni dopo, in punto di morte, Edda dichiarerà di aver perdonato suo padre per non aver potuto o voluto salvare la vita di Galeazzo. Della madre dirà: «Lei ha difeso il suo uomo, io ho difeso il mio».
Già prima della fucilazione del marito, avvenuta l'11 gennaio 1944, Edda fugge dalla clinica "La Ramiola" di Parma; pernotta sotto falso nome nell'albergo "La Madonnina" di Cantello, in provincia di Varese, registrandosi come "Santos Emilia di Giuseppe e di Manfredi Carla", nata a Bologna il 25 giugno 1914, residente a Roma. Il 9 gennaio Edda espatria clandestinamente con i figli in Svizzera: utilizzando nomi e documenti falsificati, varca i confini italiani attraverso Stabio, nel Varesotto. Alla dogana svizzera si presenta dapprima col nome di duchessa d'Aosta, ma dopo ore di attesa, al momento di precisare le proprie generalità, confessa a un ufficiale di essere Edda Ciano: implorando l'asilo nel paese neutrale, viene quindi ospitata nel piccolo convento delle suore domenicane di Neggio.

### Il dopoguerra
Dopo quattro mesi dalla fine della guerra e dalla fucilazione di Benito Mussolini, dietro richiesta del governo italiano, gli svizzeri fanno uscire Edda dal Paese. Viene condannata a due anni di confino sull'isola di Lipari. Dopo un anno beneficia dell'amnistia, promulgata da Palmiro Togliatti, in quel momento ministro della giustizia, e si ricongiunge ai figli. Si ritira infine a Capri, alternando la permanenza nella sua villa con quella nella casa romana.
In età avanzata, Edda Ciano concede una serie di interviste. La prima viene filmata nel 1982 nei giardini di Villa Torlonia, un tempo residenza della famiglia Mussolini e oggi parco pubblico: l'intera intervista costituisce la quarta puntata (dal titolo Padre mio, amore mio) della serie di documentari Tutti gli uomini del Duce, a cura di Nicola Caracciolo. Altre interviste vengono registrate nel 1989 da un amico di vecchia data. Nelle diverse occasioni Edda racconta la sua vita: l'infanzia, l'adolescenza, il suo rapporto con i genitori, le loro passioni, l'ascesa al potere del padre, i suoi amori, il marito Galeazzo Ciano e le sue vicende politiche, le guerre, la vita mondana, le tragiche giornate di Verona.
Edda Ciano muore a Roma l'8 aprile 1995 a 84 anni per via di una grave infezione renale per cui era ricoverata da tempo; è sepolta a Livorno, nel Cimitero della Purificazione, accanto al marito. Al funerale presenziò Susanna Agnelli, a dimostrazione dei rapporti intercorsi negli anni passati tra le due famiglie, cosa dimostrata anche dal fatto che Vittorio Mussolini in Argentina si occupò, tra le altre cose, anche della gestione di una concessionaria Fiat. In un'intervista, Edda aveva dichiarato che al momento di raggiungere Lipari, ove rimase per un anno al confino, disponeva solo di dieci mila lire che le erano state inviate da Virginia Agnelli, madre di Susanna.
Una dei suoi tre figli, Raimonda Ciano, fu allieva del collegio Santa Elisabetta, gestito dalle suore francescane missionarie del Sacro Cuore.

## Citazioni e omaggi
- Lo stadio di Livorno, inaugurato nel 1933, era intitolato a lei: Livorno era la città dei Ciano.

Letteratura
- Nel 2009 viene pubblicato Edda Ciano e il comunista. L'inconfessabile passione della figlia del Duce, scritto dal giornalista Marcello Sorgi in collaborazione con Giovanni Sabbatucci. Nel libro si racconta della storia d'amore nata fra la stessa Edda e Leonida Bongiorno, un militante comunista già ufficiale degli alpini e partigiano, durante la permanenza al confino sull'isola di Lipari. Il racconto si basa sulla trascrizione della corrispondenza intercorsa fra i due (sia in francese sia in inglese) e resa pubblica dal figlio di Bongiorno.

Opere audiovisive
- Il processo di Verona, regia di Carlo Lizzani (1962)[6]
- Io e il duce, regia di Alberto Negrin – film TV (1985)[7]
- La grande storia – programma televisivo di approfondimento (2001)[8]
- Edda, regia di Giorgio Capitani – miniserie TV (2005)[9]
- Edda Ciano e il comunista, regia di Graziano Diana – film TV (2011)[10]
- La lunga notte - La caduta del Duce, regia di Giacomo Campiotti – miniserie TV (2024)
- M - Il figlio del secolo, regia di Joe Wright - miniserie TV (2025)